# Loksa Imre
Loksa/Lokscha Imre (Budapest, 1923. április 24. – Budapest, 1992. június 21.) magyar biológus, zoológus, egyetemi tanár. A Magyar Tudományos Akadémia Zoológiai Bizottságának tagja, valamint a Magyar Biológiai Társaság Állattani Szakosztályának elnöke volt.

## Életpályája
Általános és középiskolai tanulmányait szülővárosában végezte el. 1942–1946 között biológia-földrajz szakos tanári oklevelet szerzett a Pázmány Péter Tudományegyetemen. 46 éven át (1946–1992) az Eötvös Loránd Tudományegyetem Állatrendszertani és Állatökológiai Tanszékén tanított. 1946–1948 között proszemináriumi előadó, gyakornok, címzetes tanársegéd, később tanársegéd, majd 1954-ben már adjunktus volt. Az 1961–62. évi tanévtől kezdve kandidátus és docens volt. 1969-től a Biológus Szakbizottság tagja volt. 1979–1990 között a Természettudományi Kar Kari Tanácsának tagja volt. Az 1985-86-os tanévtől a Természettudományi Kar Doktori Bizottság tagja volt. 1983–1990 között tanszékvezető egyetemi docens volt.

### Munkássága
Eleinte Dudich Endre (1895–1971) professzor jobb keze volt. Kutatási területe az alsóbbrendű rovarok és a pókok rendszertana valamint cönológiája volt. Kutatta a magyar barlangok, természetvédelmi területek és bioszféra rezervátumok állatvilágát. Sok értékes terület éppen neki köszönhette a védetté nyilvánítást. A Magyar Tudományos Akadémia és az UNESCO szervezésében tropikus területek talajzoológiai kutatásában vett részt. Járt Chilében, Argentínában, Paraguayban, Ausztráliában, Új-Guineában és Ceylonban. Legnagyobb munkája az az 500 oldalas monográfia, amelyben a hazai és délkelet-európai karsztbokorerdőkben végzett kutatásainak eredményeit összegezte.

## Művei
- Állatrendszertan (Dudich Endrével)
- Über die Landarthropoden der Teichhöle von Tapolca (Ungarn). = Opusc. Zool., 4. 1960
- Faunistisch-systematische Untersuchungen in der Lóczy-Höhle bei Balatonfüred. = AUSSB., 3. 1960
- A Kovácsi-hegy ízeltlábúiról. = ÁK., 46. 1961
- Angeban der Kenntnissen über die Collembolen-Fauna des Bakony-Gebirges. = Opusc. Zool. 6. 1966
- Adatok a Szigligeti Arborétum talajon élő kaszáspókjainak és pókjainak ismeretéhez. = VpMMK., 13. Vp., 1978

## Díjai
- Akadémiai díj (1982)
- „Felsőoktatás Kiváló Dolgozója" (1985)
- Trefort Ágoston-emlékérem (posztumusz, 1992)

## Emlékezete
2023. október 3-án emléktáblát avattak tiszteletére a Lóczy-barlangban.